# Coppa Libertadores 2014 (fase a gironi)
Questa voce raccoglie un approfondimento sulle gare della fase a gironi dell'edizione 2014 della Coppa Libertadores.

## Formato
Ventisei squadre si sono qualificate direttamente per la fase a gironi, a cui si aggiungono sei squadre provenienti dal primo turno. Le trentadue squadre sono state divise in 8 gironi da 4 squadre ciascuno.
In ogni gruppo, le squadre si incontrano tra di loro in partite di andata e ritorno. In caso di arrivo a pari punti, verranno seguiti i seguenti criteri:
1. Differenza reti
2. Gol segnati
3. Gol segnati in trasferta
4. Sorteggio

Le prime due classificate di ogni gruppo accedono agli ottavi di finale

## Gruppi

### Gruppo 1
| Squadra             | Pt | G | V | N | P | GF | GS | DR |
| ------------------- | -- | - | - | - | - | -- | -- | -- |
| Vélez Sarsfield     | 15 | 6 | 5 | 0 | 1 | 9  | 3  | +6 |
| The Strongest       | 10 | 6 | 3 | 1 | 2 | 8  | 7  | +1 |
| Atlético Paranaense | 9  | 6 | 3 | 0 | 3 | 7  | 7  | 0  |
| Universitario       | 1  | 6 | 0 | 1 | 5 | 3  | 10 | -7 |

| Arbitro: | Roddy Zambrano |

|  |           |              |
|  | Marcatori | 80’ Canteros |

| Arbitro: | Daniel Fedorczuk |

|                   |           |  |
| Paulinho Dias 24’ | Marcatori |  |

| Arbitro: | Julio César Quintana |

|           |           |  |
| Wayar 70’ | Marcatori |  |

| Arbitro: | Roberto Silvera |

|                      |           |  |
| Tobio 37’ Pratto 78’ | Marcatori |  |

| Arbitro: | Julio Bascuñán |

|                         |           |  |
| Escobar 55’ (rig.), 76’ | Marcatori |  |

| Arbitro: | Imer Machado |

|  |           |                   |
|  | Marcatori | 67’ (aut.) Duarte |

| Arbitro: | Juan Soto |

|                          |           |  |
| Pratto 78’ J. Correa 80’ | Marcatori |  |

| Arbitro: | Patricio Polic |

|                                          |           |  |
| Dalton 10’ (aut.) Felipe 62’ Éderson 85’ | Marcatori |  |

| Arbitro: | Wilmar Roldán |

|             |           |                                      |
| Dráusio 53’ | Marcatori | 6’ Allione 59’ Pratto 90+2’ Canteros |

| Arbitro: | Hernando Buitrago |

|                                           |           |                                                |
| Ruidíaz 28’ Gonzáles 37’ Gómez 56’ (rig.) | Marcatori | 32’ (aut.) D. Chávez 65’ Cristaldo 89’ Reinoso |

| Arbitro: | Carlos Ulloa |

|           |           |  |
| Nanni 52’ | Marcatori |  |

| Arbitro: | Roddy Zambrano |

|                             |           |               |
| Manoel 39’ (aut.) Solíz 54’ | Marcatori | 45+2’ Adriano |

### Gruppo 2
| Squadra                 | Pt | G | V | N | P | GF | GS | DR |
| ----------------------- | -- | - | - | - | - | -- | -- | -- |
| Unión Española          | 9  | 6 | 2 | 3 | 1 | 10 | 9  | +1 |
| San Lorenzo             | 8  | 6 | 2 | 2 | 2 | 6  | 5  | +1 |
| Independiente del Valle | 8  | 6 | 2 | 2 | 2 | 10 | 10 | 0  |
| Botafogo                | 7  | 6 | 2 | 1 | 3 | 5  | 7  | -2 |

| Arbitro: | Roberto Silvera |

|                           |           |  |
| Ferreyra 29’ Wallyson 51’ | Marcatori |  |

| Arbitro: | Raul Orozco |

|                          |           |                         |
| Sornoza 30’ Guerrero 57’ | Marcatori | 53’ Jaime 58’ C. Chávez |

| Arbitro: | Juan Ernesto Soto |

|               |           |              |
| C. Chávez 75’ | Marcatori | 86’ Ferreyra |

| Arbitro: | Enrique Cáceres |

|            |           |  |
| Correa 55’ | Marcatori |  |

| Arbitro: | Manuel Garay |

|                       |           |             |
| Núñez 26’ Sornoza 90’ | Marcatori | 59’ Bolívar |

| Arbitro: | Darío Ubriaco |

|           |           |             |
| Matos 20’ | Marcatori | 83’ Canales |

| Arbitro: | Darío Ubriaco |

|             |           |  |
| Ferreyra 3’ | Marcatori |  |

| Arbitro: | Hernando Buitrago |

|             |           |  |
| Canales 66’ | Marcatori |  |

| Arbitro: | Carlos Amarilla |

|                      |           |            |
| Sornoza 90+5’ (rig.) | Marcatori | 58’ Blandi |

| Arbitro: | Daniel Fedorczuk |

|  |           |                    |
|  | Marcatori | 71’ (rig.) Canales |

| Arbitro: | Julio Quintana |

|                                                    |           |                                              |
| Campos 10’, 59’ León 65’ (aut.) Canales 72’ (rig.) | Marcatori | 11’, 48’, 57’, 75’ Angulo 77’ (rig.) Sornoza |

| Arbitro: | Juan Ernesto Soto |

|                              |           |  |
| Villalba 28’ Piatti 53’, 88’ | Marcatori |  |

### Gruppo 3
| Squadra        | Pt | G | V | N | P | GF | GS | DR |
| -------------- | -- | - | - | - | - | -- | -- | -- |
| Cerro Porteño  | 10 | 6 | 3 | 1 | 2 | 10 | 9  | +1 |
| Lanús          | 8  | 6 | 2 | 2 | 2 | 6  | 5  | +1 |
| O'Higgins      | 7  | 6 | 1 | 4 | 1 | 5  | 5  | 0  |
| Deportivo Cali | 7  | 6 | 2 | 1 | 3 | 6  | 8  | -2 |

| Arbitro: | Paulo Oliveira |

|             |           |  |
| Viáfara 72’ | Marcatori |  |

| Lanús 13 febbraio 2014, ore 21:15 UTC-3 1ª giornata | Lanús           | 0 – 0 referto | O'Higgins | Estadio Ciudad de Lanús - Néstor Díaz Pérez\| Arbitro: \| Oscar Maldonado \| |
| Arbitro:                                            | Oscar Maldonado |               |           |                                                                              |

| Arbitro: | Ricardo Marques Ribeiro |

|           |           |  |
| Opazo 83’ | Marcatori |  |

| Arbitro: | Héber Lopes |

|                                      |           |           |
| Güiza 46’ dos Santos 50’, 55’ (rig.) | Marcatori | 60’ Ortiz |

| Arbitro: | Martín Emilio Vázquez |

|                        |           |                            |
| López 35’ Figueroa 46’ | Marcatori | 54’ Gamarra 77’ Dos Santos |

| Arbitro: | Leandro Vuaden |

|                                 |           |            |
| Viáfara 62’ Lizarazo 73’ (rig.) | Marcatori | 19’ Acosta |

| Arbitro: | Víctor Carrillo |

|                                      |           |                     |
| Daniel Güiza 2’ dos Santos 7’ (rig.) | Marcatori | 9’ (rig.) Calandria |

| Arbitro: | Daniel Fedorczuk |

|                              |           |  |
| Pereyra Díaz 2’ Velázquez 4’ | Marcatori |  |

| Arbitro: | Roberto García |

|               |           |           |
| Camacho 90+2’ | Marcatori | 56’ Opazo |

| Arbitro: | Roberto Silvera |

|                           |           |  |
| Araujo 71’ O. Benítez 89’ | Marcatori |  |

| Rancagua 8 aprile 2014, ore 22:00 UTC-3 6ª giornata | O'Higgins      | 0 – 0 referto | Lanús | Estadio El Teniente\| Arbitro: \| Wilton Sampaio \| |
| Arbitro:                                            | Wilton Sampaio |               |       |                                                     |

| Arbitro: | Darío Ubriaco |

|                                                    |           |                       |
| Payares 37’ (aut.) Güiza 44’ Dos Santos 79’ (rig.) | Marcatori | 11’ Marrugo 61’ Rivas |

### Gruppo 4
| Squadra          | Pt | G | V | N | P | GF | GS | DR |
| ---------------- | -- | - | - | - | - | -- | -- | -- |
| Atlético Mineiro | 12 | 6 | 3 | 3 | 0 | 8  | 5  | +3 |
| Nacional         | 8  | 6 | 2 | 2 | 2 | 8  | 10 | -2 |
| Zamora           | 7  | 6 | 2 | 1 | 3 | 6  | 6  | 0  |
| Santa Fe         | 5  | 6 | 1 | 2 | 3 | 10 | 11 | -1 |

| Arbitro: | Mauro Vigliano |

|  |           |        |
|  | Marcatori | 87’ Jô |

| Arbitro: | Germán Delfino |

|                                  |           |                     |
| Méndez 57’ Torres 58’ Copete 80’ | Marcatori | 77’ (rig.) Martínez |

| Arbitro: | Christian Ferreyra |

|              |           |  |
| Melgarejo 9’ | Marcatori |  |

| Arbitro: | Daniel Fedorczuk |

|                        |           |           |
| Jô 62’ Neto Berola 87’ | Marcatori | 60’ Pérez |

| Arbitro: | Patricio Loustau |

|                                 |           |                  |
| Melgarejo 8’ Torales 86’ (rig.) | Marcatori | 21’ Josué 26’ Jô |

| Arbitro: | Roddy Zambrano |

|                               |           |            |
| Ramírez 58’ (rig.) Falcón 83’ | Marcatori | 71’ Copete |

| Arbitro: | Omar Ponce |

|                       |           |                |
| Ronaldinho 19’ (rig.) | Marcatori | 36’ M. Riveros |

| Arbitro: | Oscar Maldonado |

|                |           |                   |
| Pérez 25’, 87’ | Marcatori | 45+2’, 72’ Falcón |

| Arbitro: | Diego Abal |

|                        |           |  |
| Falcón 57’ Murillo 64’ | Marcatori |  |

| Arbitro: | Saúl Laverni |

|           |           |              |
| Cuero 63’ | Marcatori | 8’ Guilherme |

| Arbitro: | Roberto Tobar |

|       |           |  |
| Jô 9’ | Marcatori |  |

| Arbitro: | Martín Emilio Vázquez |

|                                        |           |                        |
| J. Benítez 38’ Bareiro 47’ Torales 83’ | Marcatori | 30’, 81’ (rig.) Medina |

### Gruppo 5
| Squadra              | Pt | G | V | N | P | GF | GS | DR |
| -------------------- | -- | - | - | - | - | -- | -- | -- |
| Defensor Sporting    | 11 | 6 | 3 | 2 | 1 | 11 | 5  | +6 |
| Cruzeiro             | 10 | 6 | 3 | 1 | 2 | 13 | 7  | +6 |
| Universidad de Chile | 10 | 6 | 3 | 1 | 2 | 6  | 9  | -3 |
| Real Garcilaso       | 3  | 6 | 1 | 0 | 5 | 4  | 13 | -9 |

| Arbitro: | José Argote |

|                          |           |                   |
| Brítez 52’ Rodríguez 62’ | Marcatori | 20’ Bruno Rodrigo |

| Arbitro: | Enrique Cáceres |

|                |           |  |
| Lorenzetti 83’ | Marcatori |  |

| Arbitro: | Roddy Zambrano |

|                                       |           |           |
| Correa 36’ Gedoz 46’ Olivera 36’, 70’ | Marcatori | 87’ Ramúa |

| Arbitro: | Saúl Laverni |

|                                                         |           |                |
| Ricardo Goulart 34’, 43’, 84’ Dagoberto 39’ Willian 89’ | Marcatori | 65’ Lorenzetti |

| Arbitro: | Diego Abal |

|                |           |  |
| Gedoz 63’, 77’ | Marcatori |  |

| Arbitro: | Wilmar Roldán |

|              |           |                                |
| Ferreira 36’ | Marcatori | 39’ R. Fernández 76’ Gutiérrez |

| Arbitro: | Mauro Vigliano |

|                                          |           |                          |
| Éverton Ribeiro 45+4’ Júlio Baptista 62’ | Marcatori | 65’ Gedoz 90+3’ Zeballos |

| Arbitro: | Antonio Arias Alvarenga |

|                    |           |  |
| Herrera 61’ (rig.) | Marcatori |  |

| Arbitro: | Julio César Quintana |

|  |           |                             |
|  | Marcatori | 50’ Amado 53’ De Arrascaeta |

| Arbitro: | Germán Delfino |

|  |           |                               |
|  | Marcatori | 16’ Bruno Rodrigo 40’ Samudio |

| Arbitro: | Adrián Vélez |

|                                                          |           |  |
| Ricardo Goulart 23’ Bruno Rodrigo 26’ Júlio Baptista 41’ | Marcatori |  |

| Arbitro: | Patricio Loustau |

|            |           |                  |
| Alonso 56’ | Marcatori | 38’ R. Fernández |

### Gruppo 6
| Squadra           | Pt | G | V | N | P | GF | GS | DR |
| ----------------- | -- | - | - | - | - | -- | -- | -- |
| Grêmio            | 14 | 6 | 4 | 2 | 0 | 8  | 1  | +7 |
| Atlético Nacional | 10 | 6 | 3 | 1 | 2 | 7  | 8  | -1 |
| Newell's Old Boys | 8  | 6 | 2 | 2 | 2 | 10 | 7  | +3 |
| Nacional          | 1  | 6 | 0 | 1 | 5 | 4  | 13 | -9 |

| Arbitro: | Antonio Arias Alvarenga |

|  |           |             |
|  | Marcatori | 68’ Riveros |

| Arbitro: | Julio Bascuñán |

|             |           |  |
| Cardona 80’ | Marcatori |  |

| Arbitro: | Patricio Polic |

|                                   |           |  |
| Luan 28’ Ramiro 64’ Alan Ruiz 88’ | Marcatori |  |

| Arbitro: | Enrique Osses |

|                                                           |           |  |
| Rodríguez 12’ Curbelo 45+1’ (aut.) Bernardi 53’ Orzán 86’ | Marcatori |  |

| Porto Alegre 13 marzo 2014, ore 21:15 UTC-3 3ª giornata | Grêmio          | 0 – 0 referto | Newell's Old Boys | Arena do Grêmio\| Arbitro: \| Carlos Amarilla \| |
| Arbitro:                                                | Carlos Amarilla |               |                   |                                                  |

| Arbitro: | Marco Rodríguez |

|                      |           |                       |
| Bocanegra 70’, 90+1’ | Marcatori | 3’ de Pena 18’ García |

| Arbitro: | Carlos Vera |

|                  |           |                |
| M. Rodríguez 78’ | Marcatori | 90+1’ Rhodolfo |

| Arbitro: | Raúl Orosco |

|  |           |             |
|  | Marcatori | 63’ Cardona |

| Arbitro: | Patricio Polic |

|                              |           |                                              |
| Mascia 11’ Scotti 60’ (rig.) | Marcatori | 21’ Castro 53’ M. Cáceres 74’, 90’ Trezeguet |

| Arbitro: | Enrique Cáceres |

|  |           |                     |
|  | Marcatori | 52’ Dudu 69’ Barcos |

| Arbitro: | Oscar Maldonado |

|            |           |  |
| Barcos 12’ | Marcatori |  |

| Arbitro: | Antonio Arias Alvarenga |

|           |           |                                    |
| Casco 16’ | Marcatori | 7’ Tréllez 13’ Cárdenas 54’ Berrío |

### Gruppo 7
| Squadra  | Pt | G | V | N | P | GF | GS | DR |
| -------- | -- | - | - | - | - | -- | -- | -- |
| Bolivar  | 11 | 6 | 3 | 2 | 1 | 8  | 6  | +2 |
| León     | 10 | 6 | 3 | 1 | 2 | 10 | 7  | +3 |
| Flamengo | 7  | 6 | 2 | 1 | 3 | 10 | 10 | 0  |
| Emelec   | 6  | 6 | 2 | 0 | 4 | 7  | 12 | -5 |

| Arbitro: | Hernando Buitrago |

|                               |           |             |
| Boselli 31’ (dtr) Arizala 67’ | Marcatori | 42’ Cáceres |

| Arbitro: | Patricio Polic |

|                      |           |             |
| Mena 11’ Giménez 74’ | Marcatori | 9’ Callejón |

| Arbitro: | Manuel Garay |

|              |           |            |
| Callejón 67’ | Marcatori | 3’ Boselli |

| Arbitro: | Néstor Pitana |

|                                   |           |              |
| Elano 10’ Hernane 55’ Éverton 82’ | Marcatori | 89’ Escalada |

| Arbitro: | José Argote |

|                   |           |          |
| Escalada 15’, 60’ | Marcatori | 21’ Peña |

| Arbitro: | Enrique Osses |

|                  |           |                           |
| Éverton 54’, 65’ | Marcatori | 52’ Capdevila 72’ Pedriel |

| Arbitro: | Diego Ceballos |

|                                 |           |  |
| Britos 19’ Vázquez 81’ Peña 85’ | Marcatori |  |

| Arbitro: | Mario Díaz de Vivar |

|         |           |  |
| Arce 4’ | Marcatori |  |

| Arbitro: | Marlon Escalante |

|  |           |                 |
|  | Marcatori | 70’ W. Ferreira |

| Arbitro: | Julio Bascuñán |

|                          |           |                                     |
| Stracqualursi 65’ (rig.) | Marcatori | 8’ (rig.) Alecsandro 90+2’ Paulinho |

| Arbitro: | Mauro Vigliano |

|                             |           |              |
| W. Ferreira 1’ Callejón 50’ | Marcatori | 87’ Escalada |

| Arbitro: | Diego Abal |

|                                 |           |                                  |
| André Santos 29’ Alecsandro 34’ | Marcatori | 20’ Arizala 30’ Boselli 83’ Peña |

### Gruppo 8
| Squadra       | Pt | G | V | N | P | GF | GS | DR |
| ------------- | -- | - | - | - | - | -- | -- | -- |
| Santos Laguna | 13 | 6 | 4 | 1 | 1 | 11 | 5  | +6 |
| Arsenal       | 12 | 6 | 4 | 0 | 2 | 11 | 4  | +7 |
| Peñarol       | 5  | 6 | 1 | 2 | 3 | 5  | 10 | -5 |
| Anzoátegui    | 3  | 6 | 0 | 3 | 3 | 4  | 12 | -8 |

| Arbitro: | Adrián Vélez |

|             |           |  |
| Peralta 18’ | Marcatori |  |

| Arbitro: | Diego Lara |

|              |           |              |
| Villegas 38’ | Marcatori | 78’ Zalayeta |

| Arbitro: | Héber Lopes |

|  |           |                        |
|  | Marcatori | 53’ Lacerda 90’ Abella |

| Arbitro: | Víctor Carrillo |

|                                    |           |  |
| Furch 15’ Carrera 42’ Caraglio 50’ | Marcatori |  |

| Arbitro: | Raúl Orosco |

|             |           |             |
| Arteaga 71’ | Marcatori | 62’ Peralta |

| Arbitro: | Sandro Ricci |

|          |           |  |
| Furch 3’ | Marcatori |  |

| Arbitro: | Wilson Lamouroux |

|                                     |           |  |
| Rentería 12’ Orozco 55’ Peralta 65’ | Marcatori |  |

| Arbitro: | Wilton Sampaio |

|                             |           |             |
| Aguiar 69’ J. Rodríguez 81’ | Marcatori | 53’ Marcone |

| Arbitro: | Leandro Vuaden |

|                                          |           |           |
| Quintero 8’, 77’ Orozco 58’ Rentería 78’ | Marcatori | 1’ Toledo |

| Arbitro: | Ricardo Marques |

|                |           |                                      |
| R. Escobar 55’ | Marcatori | 35’ Sánchez 64’ Rolle 90+2’ Zaldivia |

| Arbitro: | Marcelo Henrique |

|                                             |           |  |
| Zelaya 20’ Echeverría 54’ Crosas 73’ (aut.) | Marcatori |  |

| Arbitro: | Diego Haro |

|          |           |             |
| Silva 8’ | Marcatori | 64’ Aguilar |